# Субординований борг
Субординований борг — це звичайні незабезпечені боргові капітальні інструменти (складові елементи капіталу), які відповідно до угоди не можуть бути взяті з банку раніше п'яти років, а у випадку банкрутства чи ліквідації повертаються інвестору після погашення претензій усіх інших кредиторів. При цьому сума субординованого боргу, включеного у капітал, щорічно зменшується на 20 відсотків її первинного розміру протягом п'яти останніх років дії договору.
Кошти, залучені на умовах субординованого боргу, можуть включатися до капіталу банку після отримання дозволу Національного банку в разі їх відповідності таким критеріям:
- є незабезпеченими, субординованими і повністю сплаченими;
- не можуть бути погашені за ініціативою власника;
- можуть вільно брати участь у покритті збитків без пред'явлення банку вимоги щодо припинення торговельних операцій;
- дозволяють відстрочення обслуговування зобов'язань щодо сплати відсотків, якщо рівень прибутковості не дозволяє банку здійснити такі виплати.